# Bumble
Bumble Inc. ist ein US-amerikanisches Unternehmen mit Sitz in Austin, Texas, das eine gleichnamige Dating-App betreibt. Seit Februar 2021 ist Bumble Inc. an der NASDAQ gelistet. Im Jahr 2019 verzeichnete das Unternehmen einen Umsatz von 490 Mio. US-Dollar.

## Geschichte
Bumble wurde 2014 von Whitney Wolfe Herd und Andrey Andreev gegründet. Herd hatte kurz vorher ihren früheren Arbeitgeber Tinder wegen sexueller Belästigung verklagt. Das Geschäftsmodell der Plattform basiert auf dem Freemium-Modell.
Im Jahr 2018 erzielte Bumble rund 350 Mio. US-Dollar Umsatz mit einem Nettoverlust von 22 Mio. US-Dollar. Ein Jahr später betrug der Umsatz knapp 490 Mio. US-Dollar, bei einem Gewinn von 66 Mio. US-Dollar.
Laut Angaben gegenüber der US-Aufsicht SEC im Zuge des bevorstehenden Börsengangs 2021 verzeichnete die Dating-App 42 Mio. Nutzer, wovon 2 Mio. Nutzer das kostenpflichtige Angebot in Anspruch nahmen.
Am 11. Februar 2021 ging Bumble Inc. mit einem Startwert von 43 USD an die Börse (NASDAQ: „BMBL“).

## Benutzung
Benutzer können sich mit ihrer Telefonnummer oder ihrem Facebook-Profil anmelden und haben die Möglichkeit, im „Date-Modus“ nach romantischen Übereinstimmungen, im „BFF-Modus“ nach Freunden oder mit „Bumble Bizz“ nach Geschäftskontakten zu suchen. Neben grundlegenden Kategorien wie Geschlecht können die Suchergebnisse nach Körper- und Persönlichkeitsmerkmalen sowie Neigungen wie Größe, Bildungsgrad, Religion und Sternzeichen gefiltert werden.
Bei Matches zwischen verschiedenen Geschlechtern können nur weibliche Nutzer den ersten Kontakt mit den männlichen Nutzern herstellen, während bei gleichgeschlechtlichen Matches beide Personen zuerst eine Nachricht senden können.

## Unternehmen

### Leitung
- Lidiane Jones, CEO
- Tariq M. Shaukat, Vorsitzender
- Anuradha B. Subramanian, CFO
- Elizabeth Monteleone, Director of Legal Affairs
- Laura Franco, Chief Compliance Officer[13]

### Geschäftszahlen
Im Jahr 2019 erwirtschaftete das Unternehmen einen Umsatz von 489 Mio. USD. Das entspricht einer Steigerung von mehr als 35 % gegenüber dem Geschäftsjahr davor mit 360 Mio. USD Umsatz.
| Jahr | Umsatz | Gewinn | Bilanzsumme | Mitarbeiter |
| ---- | ------ | ------ | ----------- | ----------- |
| 2018 | 360    | −22    | 117         |             |
| 2019 | 489    | 66     | 210         | 650         |
| 2020 | 542,2  | 110,2  | 205         | 650         |
| 2023 | 903,5  |        |             | 950         |

## Kritik
Mitte 2024 forderte ein Bündnis von 13 Organisationen um die Electronic Frontier Foundation (EFF) und die Mozilla Foundation von Bumble höhere Maßnahmen zu Datenschutz und zum Schutz der Privatsphäre der Nutzer. Die Grundeinstellungen der App ermöglichten demnach den weitgehend rückverfolgbaren Weiterverkauf von Kundendaten, was insbesondere für Opfer häuslicher Gewalt und queere Menschen ein erhebliches Risiko darstellen könne.